# Колпаковка
Колпако́вка (рос. Колпаковка) — селище у складі Шалинського міського округу Свердловської області.
Населення — 1317 осіб (2010, 1516 2002).
Національний склад станом на 2002 рік: росіяни — 94 %.